# بوسايروس
بوسايروس (بالإنجليزية: Bucyrus)‏ هي مدينة في ولاية أوهايو في الولايات المتحدة، وهي عاصمة مقاطعة كروفورد. وتقع في شمال أوهايو وتبعد 28 ميل (45 كم) غرب مدينة مانسفيلد.

## التركيبة السكانية
قام مكتب تعداد الولايات المتحدة بتحديد بيانات التركيبة السكانية لبوسايروسفي تعداد الولايات المتحدة. في ما يلي، التركيبة السكانية حسب تعدادي 2000 و2010.

### تعداد عام 2000
بلغ عدد سكان بوسايروس 13,224 نسمة بحسب تعداد عام 2000، وبلغ عدد الأسر 5,559 أسرة وعدد العائلات 3,552 عائلة مقيمة في المدينة. في حين سجلت الكثافة السكانية 1,812.0 نسمة لكل ميل مربع (699.6/كم2). وبلغ عدد الوحدات السكنية 5,955 وحدة بمتوسط كثافة قدره 816.0 نسمة لكل ميل مربع (315.1/كم2).
وتوزع التركيب العرقي للمدينة بنسبة 97.38% من البيض و 0.27% من الأمريكيين الأصليين و 0.51% من الأمريكيين ذوي الأصول الآسيوية و 0.02% من سكان جزر المحيط الهادئ و 0.78% من الأمريكيين الأفارقة و 0.78% من عرقين مختلطين أو أكثر.
بلغ عدد الأسر 5,559 أسرة كانت نسبة 29.6% منها لديها أطفال تحت سن الثامنة عشر تعيش معهم، وبلغت نسبة الأزواج القاطنين مع بعضهم البعض 46.6% من أصل المجموع الكلي للأسر، ونسبة 13.0% من الأسر كان لديها معيلات من الإناث دون وجود شريك، وكانت نسبة 36.1% من غير العائلات. تألفت نسبة 30.9% من أصل جميع الأسر من أفراد ونسبة 12.8% كانوا يعيش معهم شخص وحيد يبلغ من العمر 65 عاماً فما فوق. وبلغ متوسط حجم الأسرة المعيشية 2.90، أما متوسط حجم العائلات فبلغ 2.33.
بلغ العمر الوسطي للسكان 38 عاماً. وكانت نسبة 24.3% من القاطنين تحت سن الثامنة عشر، وكانت نسبة 8.8% بين الثامنة عشرة والأربعة وعشرين عاماً، ونسبة 27.4% كانت واقعةً في الفئة العمرية ما بين الخامسة والعشرين والأربعة وأربعين عاماً، ونسبة 23.4% كانت ما بين الخامسة والأربعين والرابعة والستين، ونسبة 16.1% كانت ضمن فئة الخامسة والستين عاماً فما فوق. يوجد لكل 100 أنثى 89.9 ذكر، ويوجد لكل 100 أنثى في الثامنة عشر من عمرها فما فوق 86.3 ذكر.
بلغ متوسط دخل الأسرة في المدينة 32,394 دولار، أما متوسط دخل العائلة فبلغ 40,120 دولار. وكان متوسط دخل الذكور 31,743 دولار مقابل 20,795 دولار للإناث. وسجل دخل الفرد الخاص بالمدينة 17,027 دولار. وكانت نسبة 8.9% من العائلات ونسبة 12.0% من السكان تحت خط الفقر، وكان من هؤلاء نسبة 15.6% تحت سن الثامنة عشر ونسبة 9.5% في الخامسة والستين من العمر وما فوق.

### تعداد عام 2010
بلغ عدد سكان بوسايروس 12,362 نسمة بحسب تعداد عام 2010، وبلغ عدد الأسر 5,320 أسرة وعدد العائلات 3,219 عائلة مقيمة في المدينة. في حين سجلت الكثافة السكانية 1,666.0 نسمة لكل ميل مربع (643.2/كم2). وبلغ عدد الوحدات السكنية 5,983 وحدة بمتوسط كثافة قدره 806.3 لكل ميل مربع (311.3/كم2).
وتوزع التركيب العرقي للمدينة بنسبة 96.3% من البيض و 0.2% من الأمريكيين الأصليين و 0.7% من الأمريكيين ذوي الأصول الآسيوية و 1.1% من الأمريكيين الأفارقة و 1.3% من عرقين مختلطين أو أكثر.
بلغ عدد الأسر 5,320 أسرة كانت نسبة 28.0% منها لديها أطفال تحت سن الثامنة عشر تعيش معهم، وبلغت نسبة الأزواج القاطنين مع بعضهم البعض 41.1% من أصل المجموع الكلي للأسر، ونسبة 14.3% من الأسر كان لديها معيلات من الإناث دون وجود شريك، بينما كانت نسبة 5.0% من الأسر لديها معيلون من الذكور دون وجود شريكة وكانت نسبة 39.5% من غير العائلات. تألفت نسبة 34.3% من أصل جميع الأسر من أفراد ونسبة 15.1% كانوا يعيش معهم شخص وحيد يبلغ من العمر 65 عاماً فما فوق. وبلغ متوسط حجم الأسرة المعيشية 2.85، أما متوسط حجم العائلات فبلغ 2.26.
بلغ العمر الوسطي للسكان 41.1 عاماً. وكانت نسبة 22% من القاطنين تحت سن الثامنة عشر، وكانت نسبة 7.8% بين الثامنة عشرة والأربعة وعشرين عاماً، ونسبة 24.5% كانت واقعةً في الفئة العمرية ما بين الخامسة والعشرين والأربعة وأربعين عاماً، ونسبة 27.3% كانت ما بين الخامسة والأربعين والرابعة والستين، ونسبة 18.2% كانت ضمن فئة الخامسة والستين عاماً فما فوق. وتوزع التركيب الجنسي للسكان بنسبة 47.8% ذكور و52.2% إناث.